# Computerspilsvirksomhed
En computerspilsvirksomhed er en virksomhed indenfor computerspilsindustrien. Det kan bl.a. være en computerspiludviklingsvirksomhed og en computerspilsudgiver.
| computerspil | Spire Denne computerspilsrelaterede artikel er en spire som bør udbygges. Du er velkommen til at hjælpe Wikipedia ved at udvide den. |